# TSUBASA翼角色列表
TSUBASA翼登場人物是指CLAMP原創漫畫《TSUBASA翼》中所登場的主要人物。大部分人物的原型取自CLAMP创作的其他作品。

## 主要登場人物

### 小狼
小狼（聲：入野自由／香港：李致林、區瑞華（幼年）／台灣：賀宇傑、雷碧文（幼年）／大陸：姜廣濤）
在『庫洛魔法使』中的角色：李小狼
年齡：推測為十四至十六歲
身高：目測約一百七十公分
最重要的『人』：小櫻
名言：『即使你的記憶沒有了我，我也會替你把羽毛找回來的。』
本作品男主角之一。
是一個認真、努力、有決心的少年。因不明原因失去了以往的記憶，被旅行的考古學者藤隆收養，並帶他到各地同行旅行。
當他們到達玖樓國後，便留在那裏調查遺跡，起初為冷若冰霜的性格，但在和小櫻相處之後便有了笑容。
小狼的右眼因不明原因而無法視物，後來才證實是因為右眼封存了本體的小狼給予的心。
藤隆辭世後，小狼便一個人生活，並擔任考古隊之率領。
當時，小櫻公主邀請他一起到城堡內居住，但他以自己非王族人員為由而拒絕；受到藤隆的影響，小狼愛好古代的歷史和傳說。
後來小櫻公主的記憶因為飛王·里多的操控和被遺跡所影響而變為羽毛飛散至各個次元，為了要救回小櫻公主，被祭司雪兔送往「次元的魔女」所在的世界找尋能夠拯救她的方法，而他付出了「與小櫻的關係性」作為代價，即使集回小櫻所有的羽毛，她也不會再記得過去與小狼一起的歲月。
小時候曾跟星史郎學習過格鬥術，現在則跟從黑鋼學習劍術，在櫻都國裏拿到「緋炎」刀（「緋炎」乃《X》裡的角色）。喝酒容易醉，會表現出平常少見的有趣一面，但翌日會頭痛。
事實上小狼為飛王創造的「小狼」的複製體，原只是作為收集羽毛的傀儡，但由於本體「小狼」被飛王封印前，以魔法將心灌於複製體小狼右眼中（因而右眼看不見），才讓小狼不受操縱，飛王也不得已將小狼送到玖樓國。
在「小狼」覺醒後，小狼的心回到了「小狼」的身上，小狼因而遭到飛王控制，為了收集羽毛而不擇手段，在「東京」甚至吞噬了法伊的左眼，得到了法伊一半的魔力。
被飛王帶走後脫離小櫻一行人到其他世界進行破壞並取回羽毛。
之後「小狼」到了日本國後進入「夢境」時，遇到前來尋找羽毛的小狼，兩人因而打起來，爭奪羽毛的過程中，小狼錯手殺死了小櫻，並得知小櫻同樣是複製體，而小狼真正的「心」卻在那時誕生。
後來小狼在飛王的安排下在玖樓國的遺跡水場中出現，與「小狼」決戰，但其實小狼早於日本國時因刺殺小櫻而生出了「心」，只是為了等到擊殺飛王的時候到來。
小狼與「小狼」合作刺中飛王，小狼代替「小狼」被憤怒的飛王刺中並死去。臨死前，小狼把羽毛與法伊的魔力（左眼）一併還給「小狼」，知道法伊另一隻眼的魔力是「越使用壽命便會削減越多」，為了延長法伊的壽命而不斷使用另一隻眼的魔法。
然而小狼並沒有消失，在消失前的那一瞬間被侑子送往夢的世界，因為身為複製人並不會死去，所以擁有重生的機會，小狼重生的代價由庫洛‧里多交付，在之後轉生為庫洛的子孫小狼與小櫻“再次”相遇，其後與小櫻誕下另一個「小狼」（即本體「小狼」）。
「小狼」出生，並在七歲那年離開雙親，前往另一個次元的玖樓國，為了尋找解除「小櫻」身上的死亡刻印的方法，做出了永遠留在玖樓國的決定後，小狼和小櫻為了讓兩個未來都不會消失，而支付代價（無法碰觸自己最愛的人），自願被關在「容器」裡，因此離開「小狼」與四月一日。
侑子等到時機到來時釋放二人，兩人現身玖樓國的遺跡水場，兩人被囚禁不光是為了支付代價，同時為了積蓄足以修復破損次元的魔力。
小狼笑著對自己的本體亦是自己的兒子的「小狼」說，他與小櫻一樣，都是自己最珍愛的人，所以他會不計一切代價的保護自己的兒子。
因與「小狼」共同希望小櫻公主不要死去而付出代價，最後複製體小狼因為其創造者飛王消失而随之消失。最後四月一日君尋決定留在店裡、「小狼」決定繼續旅行作為代價，得以脱離被飛王所囚禁的世界，而小狼的靈魂化作羽毛融入了「小狼」的體内。最後揭示，真正「小狼」的本名是「翼」。

### 小櫻
小櫻（聲：牧野由依／香港：林元春／台灣：林美秀）
在『庫洛魔法使』中的角色：木之本櫻
年齡：推測為十四至十六歲
身高：目測約一百六十公分
最重要的『人』：小狼
名言：『我能做的事雖然還非常非常地少...... 我還是想要努力去做！因為......如果什麼都不做的話，就會永遠都是這樣了。就算事情再小、就算前進的步伐再小 ，所有的事情也必定連繫著未來的—— 』
本作品女主角。
生日是4月1日，在飛王·里多的陰謀下，記憶羽毛飛散到不同次元中的玖樓國公主，和小狼是青梅竹馬。
在記憶還未完全恢復的狀態下，常會昏昏欲睡，小櫻踏上穿越不同次元之行，付出的代價是「對小狼的關係性」，是因為她是最需要摩可拿的人，但是卻因一無所有而無法付出代價，由小狼決定支付這份代價。
小櫻運動神經較弱，但非常幸運，有人說她是「神的愛女（神所眷顧的女孩）」，能看見幽靈，並對靈力有很強的感應，也能聽到「無聲物」的聲音。
對着別人都能展現關心的溫暖笑容，酒醉後會較大膽，會扮貓叫甚至暴走（跟法伊和摩可拿一起），但翌日就像完全沒喝過酒般，什麼事也沒有、且精神飽滿。
於日本國篇揭曉踏上次元旅程的並不是「小櫻」本人，而是飛王創作的小櫻複製體，其身體和靈魂都是複製的。飛王以為本體因承受不了複製而損毀，其實是被侑子暗中偷走、保管。
小櫻起初並不知情，但因於「東京」吸收小櫻公主被抓走時的記憶而得知真相，「小狼」早得知小櫻是被做出來的事。
飛王為了讓作為複製人的小櫻的身體「記住」各種各樣的次元的記憶而令其代替真正的公主踏上旅途。
於日本國篇的最後，小櫻被小狼錯手刺死，其靈魂化成櫻花消散，身體則被飛王擄走，其身體最後和時間停留在遺跡的小櫻公主本體的靈魂合而為一。
因為小櫻為複製人，所以並不會死亡，由侑子代替她支付代價而轉世。
重生到日本次元後，小櫻不斷尋找小狼，終於在香港相遇，與其誕下兒子「小狼」。
小櫻從「夢見」的力量得知兒子在玖樓國遇見真正的小櫻公主的未來，隨後在夢中與另一個「日本」次元的小櫻（《庫洛魔法使》的木之本櫻）相遇，木之本櫻在夢中將自己的星之杖送給小櫻，讓小櫻將其作為代價，讓「小狼」穿越次元到玖樓國。
後來也和小狼一起為了對付飛王，而支付時間代價後離開日本（見小狼條目）。
與「小櫻」一起利用其力量來恢復世界，但最後因為其創造者飛王的消失而随之消失，其靈魂化成羽毛融入了小櫻公主的體内。最後揭示，小櫻公主的本名是「翼」。

### 黑鋼
黑鋼／鋼丸（幼名）（聲：稻田徹、小林由美子（幼年）／香港：陳欣、曹啟謙（少年）、雷碧娜（幼年）／台灣：孫誠）
年齡：推測為二十至二十五歲之間
身高：目測約一百九十公分至二百公分
重要的『東西』：破魔刀『銀龍』、知世公主、法伊
名言：『不要低頭。既然有非做不可的事，那便抬起頭來看著前方吧。』
本作品男主角之一。
是在日本國裏最強的忍者。由於作了太多無益的殺生，他所侍奉的知世公主便替他加上「每殺一個人，能力便減弱一些」的「咒」（後來劇情透露這個「咒」其實是一個守護印），並以「修行」為名，遣送他到異世界的侑子那裏。黑鋼踏上穿越次元之行，為的是「返回自己原來的世界」，旅行支付的代價是他的傳家之寶──「銀龍」破魔刀。
實際上作為代價的銀龍是知世公主給予黑鋼跟真刀同樣外形、同樣名號的刀，當時黑鋼委託她將真刀跟母親合葬以代替沒有遺骸留下來的父親，然而知世公主在以前曾受其母委託將真刀悄悄收藏起來。
是個冷酷、勇敢、擅戰、正經、重情的人。在櫻都國中取得「蒼冰」長劍。（「蒼冰」與「緋炎」一樣，是《X》裏的登場角色）。是小狼習劍的師傅，喜歡和擅於喝酒。時常被法伊稱作「黑仔」、「黑炭頭」、「黑噗」、「小黑」、「黑Ｐ」、「黑噴」、「黑狗狗」、「黑黑」、「黑的」等形形色色的暱稱，但在漫畫中可以見到，自從暱稱「黑大人」（黒様）出現之後，更多是使用此暱稱了。
真名為「鷹王」。黑鋼的父母分別是日本國藩屬諏諉領主和諏倭的巫女，但因妖魔作亂，令父親被妖魔打倒並吃下，只留下一隻緊握著「銀龍」不放的手臂；母親被一個「高明的咒術師」穿越結界刺殺身亡。
種種突如其來的打擊使他瘋狂，最後妖魔全被他所擊退，但神智尚未清醒，日本國白鷺城的天照帝及月讀（知世公主）趕到，把黑鋼「收服」，最後他成為日本國專屬知世公主的忍者。事實上其身世是飛王所造成，飛王真正目的是為了「使小櫻的身體更安全的將各種各樣的時空都記住」，因此設計讓黑鋼留在國內唯一能送人到異次元的知世公主身邊，以便未來能讓黑鋼加入旅行。
在「東京」，法伊被小狼吞下左眼，危在旦夕，黑鋼為了讓他繼續活下去，於是向侑子許願，並要求侑子告知一切真相，而侑子就提出把昴流（之後由神威頂替）的吸血鬼之血給予法伊，並混入黑鋼的血，使法伊成為吸血鬼，依靠作為「餌」的黑鋼的血存活。
後來當離開因為法伊最後一個詛咒而封閉的色雷斯國的時候，法伊打算犧牲自己讓其他人得以脱離，但黑鋼卻斬斷自己的左手，以施有法伊法術的左手作為法伊的代替品補足不夠多的魔力，使所有人都能離開色雷斯國。黑鋼之所以這麼做，是因為知世公主透過夢境傳話給瀕死狀態的黑鋼：詛咒是以法伊為中心施放，所以不可能帶同施術者（法伊）離開。然而法伊之前對黑鋼的左手施與了儲存蒼冰的魔法，所以知世公主建議黑鋼「用具有法伊魔力的東西」交換法伊。
當回到日本國的時候，法伊以殘餘的魔力作代價，讓封真從Piffle國送來給黑鋼的義肢。
於玖樓國決戰中，以銀龍把飛王‧里多的替身卡爾殺掉。
最初的願望是希望回到日本國，後來決定要給因作為複製體消失的小狼與小櫻一拳，而與「小狼」再次一起踏上旅途。

### 法伊・D・佛羅萊特
法伊・D・佛羅萊特（日本：浪川大輔／香港：黃啟昌／台灣：劉傑）
年齡：外表為20多歲，但實則推測為80至100歲之間（因為侑子講過，法伊比黑鋼大幾倍，但因為魔力強大的關係沒有變老）
身高：目測約一百八十至一百九十公分
最重要的『東西』：壓制魔力的鳥形刺青、黑鋼
名言：『難過的事……用不著一直去想，因為就是你想忘掉也好……也是不會忘掉的。』『有時候想哭的時候能哭出來，也算是一種堅強阿。』
本作品男主角之一。
小櫻旅行的同伴之一，為了不回到原來的次元而旅行，支付的代價為背脊上用來抑制魔力的「刺青」，後來被侑子作為扇形屏風的裝飾。
原本身上帶有施法用的錫杖，後來於高麗國篇作為代價被侑子拿去當曬被棒，藉此換取在《xxxholic》中因小葵招來並被黑摩可拿吃剩的妖魔殘骸，用來破解城主的祕術。
在戰鬥中，法伊主要以自己身體的輕盈來取勝，時常都面帶微笑，並很會苦中作樂，常會跟摩可拿一起戲弄正經八百的黑鋼。
在行程裏，法伊隱藏了許多他的身世、過往等。
他的魔力來源是藍色的雙眼，雙眼的魔力有不一樣的特性：左眼為「越使用魔力越強」，右眼為「越使用越接近死亡」，不具魔力的雙眼顏色為金色。
法伊原為法雷利亞國的國王的弟弟的兒子，本名叫尤伊，有個雙胞胎兄弟，名叫法伊。
出生不久後國家即發生巨大異變，雙胞胎遂被認為是招來災難和不幸的象徵，加上他們長大後會擁有國內最強魔力的潛力，所以作為伯父的國王將兩人送入死囚的監獄（法伊被囚禁在高塔之上，尤伊則被囚禁在山谷之下），後來國王精神失常，全國人民包含國王皆死於該監獄。
此時飛王從中介入，對兩兄弟施壓選擇僅有一人能離開這個國家，法伊選擇讓尤伊離開。當法伊墜下高塔，兩人一瞬間四目相對，這時飛王將法伊選擇尤伊離開時的記憶轉移給尤伊，使尤伊以為自己是選擇存活，導致了法伊的死亡。
為了承擔離開的願望，尤伊被飛王冠上兩個詛咒做為代價，後來尤伊被從另一個次元來的色雷斯國國王阿修羅王收養時，對法伊之死愧疚的尤伊選擇以「法伊」這個假名繼續存活，並期許自己總有一天能夠將「法伊」這個名字交還給法伊，願望為復活法伊。
他一度被小狼吞噬了左眼，並在和小狼的戰鬥中身受重傷，原本法伊想就這樣死去，但因為黑鋼的堅持而成了吸血鬼，須依賴黑鋼的血才能活下去。
只要取回左眼和魔力便能回復人類的身分，但這似乎比不能復原更痛苦。
後來法伊以自己殘餘的魔力作代價，換來黑鋼的義肢，並坦率表明以這僅剩的魔力作為代價的話他並不會死，吸血鬼的血會幫助他活下去。
最後小狼亦歸還搶走的魔力，恢復了左眼及魔法師的能力。
在小狼歸還左眼時，雙眼的顏色都恢復成藍色，對著化為碎片的小狼哀嘆，表示比起道歉與歸還左眼，他更希望小狼能活著。
在小狼與小櫻出現時，就猜出兩人是過去一起旅行的小狼與小櫻，後來與黑鋼在街上閒晃時，解釋了與他們一起旅行的小狼與小櫻消失的原因。
因為原先居住的次元崩毀導致無家可歸，笑著率先表示要跟小狼一起旅行。

### 白·摩可拿
白·摩可拿（聲：菊地美香／香港：林雅婷→何璐怡／台灣：雷碧文）
在『魔法騎士』中的角色：摩可拿
本作品主角之一。
白色摩可拿的全名是「摩可拿・索依爾・莫多奇」（Mokona·Soel·Modoki），中間名Soel出自盧恩文字的太陽。牠和黑摩可拿是由壹原侑子與庫洛・里多為了「兩個未來」和阻止飛王的企圖而創造出能通訊及傳送物件的謎之生物，擁有108招秘技。牠還具備穿越不同次元以及感應記憶之羽的能力。像個小孩一樣，喜愛歡笑、淘氣、搗蛋、熱鬧，亦喜歡被稱讚。
白色摩可拿的耳環是「魔法道具」，作用是加強魔法的效力，在色雷斯國一戰之後為了加强次元魔法（離開即將因飛王的詛咒而完全封閉的色雷斯國）而使用了該道具。最後牠收到黑摩可拿的耳環「封印道具」，那裡面包含每個人重要的記憶，最多的是小櫻、其次是四月一日君尋，由於擁有他們的記憶就能更容易回到玖樓國和侑子的店。
摩可拿本尊出自《魔法騎士》，是包括錫菲羅（又譯塞費羅）在內、所有平行世界的「創造主」。但這隻則是由侑子和庫洛複製出來的，身型比《魔法騎士》的莫可拿細小。此外，摩可拿亦是作者團CLAMP裏其中一個主筆的名字，參見摩可拿條。

### 「小狼」
「小狼」（聲：入野自由／香港：李致林）
本作品男主角之一。
跟小狼擁有同樣的樣貌、聲音、舉止、眼神。在被飛王囚禁的時候，叫稱作「另一個小狼」。被其父（其實就是複製體本身）小狼授予「小狼」的名字和祖傳的寶劍，但實名是翼。
作者CLAMP為了分開真的小狼以及複製體小狼，在漫畫與連載中，兩者的表記是有分別，「小狼」是指原型；而小狼則是前者的複製體。而在後文中的也以此作分開。
「小狼」在故事開始時是被飛王封印，後來因為自身的魔力成長而突破飛王在其身上加上的封印。之後得到星火的幫助，而去到了侑子身處的「日本」，而侑子實現「小狼」的「到右眼那裡去」的願望（《TSUBASA翼》116話，《×××HOLiC》107話），將他送到眾人所在的地方，並加入小櫻一行人的旅行。其代價是「關係性」、「自由」及「時間」。
「小狼」具有庫洛·里多的血統，能召出祖傳的劍，出現過的招式有「雷帝招來」、「風華招來」以及「火神招來」（皆在庫洛魔法使出現過）。「小狼」的母親（複製體小櫻）以木之本櫻送來的星之仗作為「小狼」穿越時空的代價，因夢見未來知道他命中註定的對象不在「日本」，讓侑子把「小狼」到玖樓國尋找命中注定的對象——原本的小櫻公主；可是，後來本體的小櫻公主於七歲生日由於「小狼」的猶豫而被飛王蓋上死亡印記，因此後來在小櫻公主十四歲生日即將死亡時他被飛王要脅以時間逆轉的方法拯救小櫻公主。逆轉時間導致四月一日君尋的誕生作為填補時間倒退的空缺，而「小狼」則被飛王囚禁了七年做為代價。飛王將複製小狼放到玖樓國，形成故事的開始。
因四月一日君尋支付代價（有關親人和其他記憶）而得知於日本國篇時被飛王擄走的小櫻被帶到玖樓國。
侑子在時間倒退的時候留下了小櫻蓋上死亡印記前的時段，形成「被截取的時間」，為的就是希望「小狼」能再次捉住小櫻的手。因希望小櫻復活而付上代價，困於時空的夾縫，四月一日君尋與「小狼」在支付代價後才能離開，兩人支付的代價分別是「持續留在一個地方」及「不持續留在一個地方」，「小狼」這樣做是為了抑制對時空的影響而選擇「不持續留在一個地方」。複製體小狼消失後靈魂化成羽毛融入其體內。（見於《TSUBASA翼》232及233集）最後揭示，「小狼」真正的本名為「翼」。

## 日本
- 動畫第1至2集

侑子、四月一日、小葵、百目鬼與黑白莫可拿在×××HOLiC的世界。和《迷幻藥局》、《Wish》故事為同個世界，但不確定與《庫洛魔法使》故事是否為同一世界
白·莫可拿

侑子、四月一日、小葵、百目鬼、小全＆小多

## 玖樓國
小櫻的世界。故事開始時的世界，是一個沙漠城市，現由小櫻的兄長桃矢擔任國王，前任國王則是小櫻、桃矢的父親。「玖樓」的發音與庫洛（Clow）名字同音。
櫻

桃矢（聲：三木真一郎　香港：馮錦堂　台灣：孫誠）
在『庫洛魔法使』中的角色:木之本桃矢
玖樓國的現任國王，同時是小櫻的哥哥。雖然經常捉弄小櫻，但其實很疼愛小櫻，因此對小狼很是看不順眼。在和小狼初見面時曾感到小狼身上有種不協調的感覺，對此一直有點在意。也可能是因為知道小狼就是小櫻命定之人，所以有點不高興。
不過在未被扭曲的時間線裡並未登基，國王為其父親藤隆。在小狼(本體)受邀擔任賓客住在宮裡時，毒舌的批評他，結果慘遭小櫻反擊。
在扭曲的時間線恢復原狀後，一直以來都會出手阻礙小櫻去找小狼，但是知道小狼很快就會離開，不知什麼時候才會回來，且小狼的旅程十分危險，所以少見的沒阻礙小櫻。
對一切感到難以接受卻又理解。
雪兔（聲：宮田幸季　香港：梁偉德　台灣：劉傑）
在『庫洛魔法使』中的角色：月城雪兔
玖樓國的祭司，和桃矢是兒時玩伴。使用『月』屬性魔力，擁有預知、讀取別人的記憶、穿越次元及和死者交談的能力。
過去曾指導小櫻(複製體)作夢見的修行。
在原來的時間線裡，祭司為撫子，按照祭司繼承順序似乎是第三順位。
藤隆（聲：川島得愛　香港：李錦綸）
在『庫洛魔法使』中的角色：木之本藤隆
考古學家兼小狼（複製體）的養父，在給小狼不斷的愛與教導之下，對小狼來說影響很大，也因為有他和公主櫻的感化下，而讓小狼再度展開了笑顏，但他在發掘玖樓國的遺跡期間過世。
他會在故事中於櫻和小狼的回憶中登場。
後來揭穿藤隆其實是本體小櫻和桃矢的親生父親，由於時間逆轉影響而成為了與皇族不相干的考古學隊員。
庫洛／櫻的父親（聲：水島裕　香港：陳卓智）
角色Crossover：『庫洛魔法使』庫洛·里多
前玖樓國的國王，櫻和桃矢的父親，已故。但他似乎是擁有很強大魔力的人。在故事中他會於櫻和桃矢的回憶中登場。
後來揭穿庫洛並非小櫻和桃矢的親生父親，只是為了填補逆轉時間後的玖樓國國王位置的空缺，因而離開自己親愛的人到玖樓國擔任國王，其真身正是庫洛魔法使日本次元的庫洛·里多本人。與侑子相識，一起邂逅創世神摩可拿後合力製作黑白摩可拿仿製品。在侑子去世的瞬間有過極其強烈的復活侑子的心願，這個心願導致了飛王的誕生。已自身的僅剩生命作為小狼(複製體)轉生的代價。
王妃
角色Crossover：『庫洛魔法使』木之本撫子
在「小狼」回憶中揭開小櫻公主的生母，是雪兔之前的前任玖樓國祭司。在時間逆轉前因為知道飛王的詭計並為了保護女兒而殉難，因此在故事開始時、時間逆轉後並沒有她的存在。

## 謎之國
這個世界是飛王所在的世界，也就是被分割的時間中的玖樓國。
飛王·里多（聲：中多和宏　香港：招世亮　台灣：劉傑）
令小櫻失散記憶羽毛的幕後黑手，其令小櫻的記憶羽毛飛散的目的，是為了讓她穿越各個次元，以便「記憶」各個世界。不論小櫻、小狼到達何處，他也在監視，並作出干涉的行動，為了使小櫻更安全地穿越各個次元並記憶之，他更設局令法伊和黑鋼成為二人的同伴。與《庫洛魔法使》中登場的大魔術師庫洛・里多似乎有血緣關係，與侑子敵對，擁有僅次於庫洛・里多的力量，危險而充滿謎團的人物。他想得到小櫻公主作為容器的身體，「記錄」各個次元的記憶，以得到穿越各個次元，以及操縱時間與空間的能力。其願望是復活已經死去但時間被庫洛·里多的魔力停滯的壹原侑子以證明自己超越了庫洛·里多，能夠做到他沒法做的事。
原本一直是秘密進行的計畫，直到十字學園的美繪的靈魂遭飛王奪取後（於《×××HOLiC》裏的人物），次元魔女和飛王的衝突才正式的引爆開來，事實上他一直身處玖樓國遺跡内。後在玖樓國篇中當小狼與眾人對峙時親自現身，最后被黑鋼以“銀龍”擊殺。
黑鋼擊殺飛王後發現飛王竟然非同尋常地變成了碎片。對此法伊認為飛王很有可能是一位擁有强大魔力之人心願的殘餘，也就是說飛王是因為庫洛·里多「復活侑子」的心願，因庫洛‧里多那強大的魔力投影他的願望而製造出來的幻影。消失前似乎有想要告訴侑子的話。
星火（聲：小林沙苗　香港：陸惠玲　台灣：雷碧文）
與飛王一同出場的女性。為飛王的手下。
擁有一次送人前往異次元的力量，送走小狼時，回答他，〝要讓夢結束才行〞，後來因放走「小狼」而被飛王殺死。
似乎是飛王所創造的，被稱為「失敗的作品」。
「星火」一名最先出現於動畫版，在漫畫版中直到較晚的連載才有提到名字。
根據她與飛王的對話，在飛王身邊服侍的女性也幾乎全是〝失敗品〞。
「小狼」

## 日本國
黑鋼的世界。戰國時代的日本，城邑為白鷺城（Shirasagi Castle）。該城的公主為知世。國王「天照」是知世的姊姊，雖然有時會有點小爭執和冷淡，但在漫畫後的小故事中，兩姐妹在一起說鬼故事時表現得相處頗為融洽。
黑鋼／鋼丸（幼名）

知世（聲：坂本真綾　香港：曾秀清 台灣：雷碧文）
角色Crossover：『庫洛魔法使』大道寺知世
白鷺城的巫女，也是日本國的公主。另一個名字為「月讀」，此名為佈下日本國結界的人代代相傳的名字。不喜歡無謂的殺生，為了讓只知道以殺人來作為證明自己很強的黑鋼學習什麼叫做真正的「強者」，強制的把他送到異世界作「校外教學」，亦防止黑鋼的濫殺而對黑鋼施了「咒」，聲稱當黑鋼多殺一個人就減一分強力的咒。不過個性似乎有點古怪，在黑鋼臨走前曾笑著對黑鋼說：「俗話說要讓壞孩子去旅行」，而她的魔力也很強大，似乎和侑子認識了很久。她相信黑鋼是自願侍奉自己，所以明知飛王的想法也送黑鋼到異世界。
重視黑鋼，把自己作為「夢見」的力量作為代價（加上法伊的代價），用作交換黑鋼的義手和令他們一行人傳送到「可以休息的世界」，即日本國。至於施加在黑鋼頭上的「咒」是用來守護黑鋼的，因為她已經「夢見」黑鋼會在色雷斯國殺死阿修羅王後為了救法伊而自斬斷左手。
蘇摩（聲：甲斐田裕子　香港：黃玉娟 台灣：林美秀）
角色Crossover：『聖傳』蘇摩
天照（聲：笠原弘子 香港：程文意）
角色Crossover：『聖傳』持國天（乾闥婆王）
日本國女帝，知世的姐姐。

### 諏倭省
屬於日本國境內的領主區域統治，類似於高麗國蓮姬城的管理模式。出現在小狼於雷克爾特國所打開的那本關於黑鋼過去的書中。曾為黑鋼的父母統治，現由天照帝暫時管辖。
黑鋼的父親／黑鋼（聲：磯部勉 香港：刘昭文）
深受領民愛戴的領主，黑鋼景仰的對象，是與妻子相當恩愛。
在一次討伐妖魔中喪命，被妖魔吞食，僅留下到死都不曾放開的銀龍。
黑鋼的母親／諏訪姬（聲：玉川紗己子 香港：謝潔貞）
溫柔而慈愛的巫女，張開結界守護著諏倭，同樣也深受領民的愛戴，黑鋼深愛的母親。
原因不明的日漸衰弱，後強撐著身體祝福出征的丈夫。
在祈禱時被飛王‧里多刺殺，已知道兒子日後的命運，哀嘆著自己無力守護諏倭與黑鋼，帶著不捨斷氣。

## 色雷斯國
法伊的世界，冰雪王國。國王為阿修羅王。
法伊·Ｄ·佛羅萊特

阿修羅王
色雷斯國的國王，從異次元收養年幼法伊的人。個性溫柔和善。然而因飛王的願望，阿修羅王的行為開始偏離常理，本溫柔的他竟變得嗜殺，且殺人越多魔力越強。
為了不埋沒良知而收養法伊，期望法伊長大後成為優秀的魔法師並足以殺死自己，同時為法伊解除詛咒；但因法伊並不想殺死他，对他施以睡眠魔法封閉在一座水池中沈睡著。
最後在色雷斯國一戰中遭到黑鋼自衛殺害。
角色Crossover：『聖傳』阿修羅王
小唧（聲：名塚佳織／香港：梁少霞）
法伊創造的『生物』，對法伊也很服從，因為法伊請求“希望王如果醒來時能告知我”，使其改變形態看守著沉睡中的阿修羅王。
事實上她亦是小櫻羽毛的化身，其外表仿照法伊的生母——法雷利亞王國國王的弟弟的妻子外貌所做。
角色Crossover：『Chobits』小唧

## 阪神共和國
- 動畫第2至6集

一個比現實裏的日本更理想的現代化城市。當地人們都擁有不同形狀的「巧斷」，「巧斷」為依附人們的神明，只要心愈強，「巧斷」就會愈強。「巧斷」可以用來戰鬥或做各種超於常人能力的東西。
有栖川空汰（日本：陶山章央　香港：黃榮璋　台灣：賀宇傑）
角色Crossover：『X』有洙川空汰
嵐（日本：平松晶子　香港：曾佩儀　台灣：雷碧文）
角色Crossover：『X』鬼咒嵐
淺黃笙悟（　日本：檜山修之　香港：蘇強文　台灣：劉傑）
角色Crossover：『X』淺黃笙悟
齊藤正義（　日本：瀧本富士子　香港：區瑞華　台灣：林美秀）
角色Crossover：『CLAMP學園偵探團』齊藤正義、巧斷：『魔法騎士雷阿斯』山伊
木之本桃矢（日本：三木真一郎　香港：馮錦堂）
角色Crossover：『庫洛魔法使』木之本桃矢
月城雪兔（日本：宮田幸季　香港：梁偉德   台灣：劉傑）
角色Crossover：『庫洛魔法使』月城雪兔
蟹夫（日本：櫻井敏治　香港：陳卓智）
普莉梅拉（臺灣官方譯為普莉美拉，日本：望月久代　香港：鄭麗麗   台灣：雷碧文）
角色Crossover：『魔法騎士雷阿斯』普莉梅拉

## 高麗國、秘妖國
- 動畫第7至11集、第二季第19至20集

城邑為蓮姬（Ryonfui）城。古代韓國式的城市，實行地方城主向中央領命的管治制度。中央設有密探「暗行御吏」來監察地方城主有沒有濫權。
春香（聲：伊藤靜　香港：郑丽丽  台灣：林美秀）
角色Crossover：『新·春香傳』春香
春香的母親／明華（聲：山口由里子　香港：黃麗芳  台灣：雷碧文）
角色Crossover：『新·春香傳』明華
領主（聲：大塚周夫　香港：源家祥  台灣：孫誠）
領主的兒子（聲：梅津秀行　香港：梁志達  台灣：劉傑）
秘妖（聲：勝生真沙子　香港：何璐怡  台灣：雷碧文）
角色Crossover：『魔法騎士雷阿斯』蒂波妮亞
暗行御吏（聲：比嘉久美子　香港：陳卓智）
角色Crossover：『CLAMP學園偵探團』妹之山殘
暗行御吏（聲：中川亞紀子　香港：梁偉德）
角色Crossover：『CLAMP學園偵探團』鷹村蘇芳
暗行御吏（聲：恆松步　香港：黎景全）
角色Crossover：『CLAMP學園偵探團』伊集院玲

## 霧之國
- 動畫第12集

為熱帶雨林，四周有濃霧，水底有迷你的「水中城」。「水中城」裏其實有人民的，但小狼他們不知道。
發光的魚（聲：野澤雅子　香港：沈小兰  台灣：雷碧文）

## 翡翠國
- 動畫第13至15集

城鎮為史畢利特（Spirit）。那裏流傳了金髮的鄂梅羅多公主拐走兒童的傳說，後來小狼他們證實鄂梅羅多公主只是醫治好染疾的病童，然後兒童都平安回家。
卡爾·隆達特（聲：宮本充    香港：梁伟德）
飛王的手下，在翡翠國、Piffle國中企圖奪取小櫻的羽毛，卻在翡翠國遭到小狼的識破、在Piffle國因知世・大道寺的計謀下無法成功奪取小櫻的羽毛。在玖楼国（指飞王制造的时空断层）充当飞王的替身与小狼一行对峙，被误认为是飞王本人而被黑钢所杀。
克羅沙姆（聲：寺杣昌紀　香港：翟耀輝　台灣：劉傑）
鎮長（聲：篠原大作　香港：盧國權）
自衛隊（聲：川田紳司　香港：鄺樹培）
酒場的店主（聲：千田光男　香港：黃健強）
鄂梅羅多公主（聲：島本須美  香港：沈小蘭）
角色Crossover：『魔法騎士雷阿斯』鄂梅羅多公主

## 櫻花國（櫻都國）
- 動畫第17至25集

國內的「妖精遊樂場」（Fairy Park）模擬現實遊戲的世界，稱為櫻都國（Country of Outo）。
星史郎（聲：東地宏樹　香港：梁偉德　台灣：孫誠）
角色Crossover：『東京巴比倫』櫻塚星史郎
為教授過小狼格鬥術的人。自稱吸血鬼獵人，為了尋找（消滅？）「吸血鬼雙胞胎」而踏上旅程。右眼無法看見，其位置為穿越次元的魔法道具，但有一定的次數限制，支付給侑子的代價是右眼。他的格鬥術十分厲害。是唯一令小狼等人拿不到羽毛的人。從封真、神威和昴流的對話中可以推斷他有可能是吸血鬼，令他變成吸血鬼的應該是昴流的血，這多半是他要消滅（？）神威和昴流的原因，而他似乎從未使用過吸血鬼的力量戰鬥。之後星史郎曾與『小狼』在日本國發生戰鬥。封真指出其實星史郎一早就打算把羽毛還給『小狼』，而且追殺神威與昂流也只是因為自己的個性問題，導致兩個人討厭他，其實本人很喜歡那對雙胞胎。有個無論如何都想實現的願望，而這個願望似乎和吸血鬼雙胞胎有關係，這也許也是他尋找吸血鬼雙胞胎的原因。
貓依護刃（聲：千葉千惠巳  香港：曾秀清  台灣：雷碧文）
角色Crossover：『X』貓依護刃
志勇草薙（聲：石母田史朗  香港：黎景全  台灣：賀宇傑）
角色Crossover：『X』志勇草薙
龍王（聲：皆川純子  香港：黃榮璋  台灣：雷碧文）
角色Crossover：『聖傳』龍王
小狼在櫻都國認識的朋友，以長劍作為武器，因為想透過劍，親手感受打倒對手身的強勁感。絕技是「海龍波」。
蘇摩（聲：甲斐田裕子  香港：黃玉娟）
角色Crossover：『聖傳』蘇摩
繪里衣、威、健多朗（聲：林真里花、－、－）
角色Crossover：『學園特警杜克萊恩』宙尊寺繪里衣、秋海洞威、東國丸健多朗
負責提供情報的。
卡爾蒂娜（聲：淺川悠  香港：周文瑛）
角色Crossover：『魔法騎士雷阿斯』卡爾汀娜
織葉（聲：千葉紗子　香港：沈小蘭  台灣：雷碧文）
角色Crossover：『CLOVER』織葉
酒店的歌手，很有名，但其實她所扮演的遊戲角色是「最強的鬼子」。
千歲（聲：本多知惠子　香港：雷碧娜  台灣：林美秀）
角色Crossover：『Chobits』日比谷千歲
遊戲的設計者。
鎮公所的女職員（聲：神田理江 香港：張頌欣）
角色Crossover：『天使領域』布蘭榭
李子（聲：清水愛 香港：何璐怡 台灣：雷碧文）
角色Crossover：『Chobits』絲茉茉
琴子（聲：下屋則子、香港：陳凱婷、 台灣：林美秀）
角色Crossover：『Chobits』琴子

## 偶像之國（圖騰之國）
居民為一類兔形、多毛的動物

## 紗羅之國
- 動畫第二季第7集

鈴蘭（聲：川澄綾子　香港：張頌欣）
遊藝團的團長，帶著遊藝團四處巡演，並不遺餘力的保護團員。
收容了無依無靠的小櫻與小狼，為了掩飾小狼的性別讓他穿女裝。
因為供奉的阿修羅像會與陣社供奉的夜叉王像共鳴導致異變，所以一直跟陣社處不好。
其實與陣社的宮司蒼石相互傾慕，在因更嚴重的災害時，哭著向阿修羅像祈禱，因此讓小狼他們回到過去。
在小狼他們改變的歷史中終於與蒼石結為夫妻。
火煉太夫（聲：岡本麻彌　香港：許盈）
角色Crossover：『X』夏澄火煉
遊藝團的招牌，能自由地操縱火。
號稱千杯不醉，知道鈴蘭與蒼石之間的感情，一直為兩人擔心。
在改變的歷史中飄下火焰慶祝兩人的婚禮。
蒼石（聲：岩永哲哉　香港：潘文柏）
性情溫和的陣社宮司，一直致力於消除陣社與遊藝團的紛爭。
與遊藝團的團長鈴蘭互相傾慕。
收容了與小狼他們分散的黑鋼與法伊。
本來推測兩尊神像是互相排斥所以才會導致異變叢生，但法伊認為另有理由。
在小狼他們改變的歷史中終於與鈴蘭結為夫妻。

## 修羅之國、夜魔之國、月之城
- 動畫第二季第8至10集

阿修羅王（聲：本田貴子　香港：陳凱婷）
角色Crossover：『聖傳』阿修羅
遊藝團供奉的阿修羅王神像本尊，美麗的君王，深受國民的愛戴，看到小櫻與小狼時就知道他們是侑子送來，也是他所期望的改變契機。
他以不老之酒為代價召喚小狼等人前來他所處的時代而打亂了飛王的計畫，對此侑子很感激他的委託，跟侑子似乎是老交情。
庇護著小狼與小櫻，宣言誰敢傷害他們，就等於是與他為敵。
在月之城的最終戰中，對小狼告知一切，他與敵對的夜叉王在無盡的戰鬥中互相吸引，但是相見的地點卻只有月之城。在一次的戰鬥中，原本和阿修羅王實力不相上下的夜叉王卻被阿修羅王所傷，阿修羅王從那時便得知夜叉王重病。明明兩人只能在月之城相見，但那天夜叉王出現在了阿修羅王所位於的修羅之國的城中，於是阿修羅王知道夜叉王已逝，只是靈魂去到了他身邊。可是隔天夜叉王卻又出現在了月之城，那是小櫻的羽毛的力量所造成的幻影。
在夜叉王的幻影消失之後，阿修羅王將羽毛交給小狼，掌控了月之城的阿修羅王許下希望夜叉王復活的心願，但是月之城因此崩毀，在崩毀的月之城中以火焰推開小狼。
抱著自己的劍與夜叉王的劍向侑子許願，希望兩人能成為後世的神明，而且是祈求人們能無悔地度過僅有一次人生的神明。
後來從神像中出現的劍被摩可拿吞掉，表明這就是代價。在實現阿修羅王願望後的侑子抱著兩把劍，帶著哀傷的表情為其哀悼。
夜叉王（聲：增谷康紀　香港：黃榮璋）
角色Crossover：『聖傳』夜叉王
陣社供奉的夜叉王神像本尊，因為阿修羅神像的回歸而屢屢流出血淚，並引發異像。
在阿修羅王訴說的故事裡表明已病逝，右眼的傷痕是阿修羅王留下的，在受傷的當晚便去世，以靈魂的模樣去到阿修羅王的宮殿互訴情衷。
之後出現的夜叉王是小櫻的羽毛形成的幻影。
後來從神像中出現的劍，被摩可拿吞掉，表明這就是代價。
俱摩羅（聲：安井邦彥　香港：曹啟謙）
角色Crossover：『聖傳』俱摩羅天
對小櫻與小狼抱有嚴重敵意，但是受制於阿修羅王的命令而不對他們動手。
月之城的最終戰看見夜叉族陣營的黑鋼與法伊跟他們在一起，誤以為是間諜，但是小狼對此表示一切都無所謂了，因為兩位王都已經駕崩。
遵照小狼離開前留下的話語，找到了阿修羅王與夜叉王留下的劍，製作神像時將劍封入神像內部，並未拆散兩尊神像而是一起供奉，改變了紗羅之國在未來因神像導致紛爭的未來。

## Piffle國
※TVB譯「漂浮國」（漂浮≠飄浮）
- 動畫第二季第1至3集

國中有「總統」但影響力不比「Piffle Princess」公司的社長——知世＝大道寺，使得整個國家都在「Piffle Princess」公司的掌控之下。科技相當發達，已超越現實世界的科技。「Piffle Princess」常常出現在CLAMP其他漫畫中的小店或是品牌名稱。
知世＝大道寺（聲：坂本真綾　香港：曾秀清 台灣：雷碧文）
角色Crossover：『庫洛魔法使』大道寺知世
淺黃笙悟（日本：檜山修之　香港：蘇強文　台灣：劉傑）
角色Crossover：『X』淺黃笙悟
龍王（聲：皆川純子　香港：黃榮璋  台灣：雷碧文）
角色Crossover：『聖傳』龍王
殘（聲：比嘉久美子　香港：梁少霞）
角色Crossover：『CLAMP學園偵探團』妹之山殘
蘇芳（聲：恆松步　香港：曾佩儀）
角色Crossover：『CLAMP學園偵探團』鷹村蘇芳
玲（聲：中川亞紀子　香港：張頌欣）
角色Crossover：『CLAMP學園偵探團』伊集院玲

## 雷克路特國
- 動畫第二季第14至17集

一個以魔法及圖書館而著名的國家。
司書（聲：柚木涼香　香港：陳凱婷）
角色Crossover：『天使領域』城乃内最
司書（聲：中塚玲　香港：沈小蘭）
角色Crossover：『天使領域』齊藤楓

## 東京（砂之國）
- ツバサ TOKYO REVELATIONS〈OAD 1〉第1至3集

原本是文明都市，但洪水氾濫、強酸雨問題使大樓腐蝕成為廢墟，並出沒各種野獸（巨大突變生物）。
生還者大部分居住在都廳和鐵塔內，因為兩座建築物內各有小櫻的羽毛，得以淨化水質和防止強酸雨的侵蝕，也經常造成水源搶奪的殺戮。
為小葵的寵物鳥（蒲公英）的國家。
其實是玖樓國的前身。
神威（聲：宮野真守）
角色Crossover：『X』司狼神威（主角，天龍·七個封印之一。）
保護都廳的成員的領導人，星史郎尋找的吸血鬼雙胞胎之一。三年前突然出現在都廳，說是為了要守護都廳裡的水，實際上是為了等待被小櫻羽毛的力量吸引導致沉睡於水中的昴流醒來。是純種的吸血鬼，把他的血喝了的話就可以擁有吸血鬼的力量。法伊瀕死時，因為不想要再讓別人用昴流的血，所以代替昴流把自己的血給了瀕死狀態的法伊。
沉默寡言，不過和昴流彼此信賴互助。對於有關他們正在躲避的星史郎的話題相當敏感，對表明自己是星史郎弟弟的封真，不由分說的便襲擊過去。
同樣在侑子手上得到穿越次元的能力，代價不明，可能和星史郎有關。
昴流（聲：下野紘）
角色Crossover：『東京巴比倫』皇昴流（主角，陰陽師一族掌門人。在『X』裡是天龍·七個封印之一。在這作品裡和他有血緣關係的不是神威，而是雙胞胎姊姊皇北都。）
和神威是雙胞胎，同樣是純種的吸血鬼。來到東京時，被水中小櫻的羽毛捲入水中，進入睡眠。醒來時，對地下水的損失感到自己也有責任，便向侑子請求大量的水（這水是一天貓女到侑子的店，得到了一頂戴上去就很涼快的帽子，所用來支付的代價，只是因為很重，才叫四月一日去搬，後來四月一日才因此得到了生出蒲公英的蛋），那時黑鋼也請求侑子幫助瀕死的法伊，所以就變成由黑鋼向昴流請求給法伊吸血鬼的血，水的代價便由黑鋼他們來付。現在因不明原因遭星史郎追趕中。曾經將自己的血給予星史郎，因此造成星史郎外表不會因為年齡增長改變。性格比神威平靜，遣詞用字也比較和善。不過星史郎說過，惹怒的昴流也是很可怕的，當神威被封真捉住時，眼睛的顏色改變、指甲變長，露出吸血鬼的本性。
侑子說過，先天的吸血鬼（神威和昴流等），有著驚人的治癒能力。但是後天的（星史郎和法伊等）只是比一般人的身體較結實、老化速度比較慢而已。不是傳說中的不老不死，陽光和聖水也不是弱點。
同樣在侑子手上得到穿越次元的能力，代價不明，可能和星史郎有關。
封真（聲：岸祐二）
角色Crossover：『X』桃生封真（地龍·七位御使之一，刀隱神社的後嗣。）
保護塔的成員的領導人，戴著太陽眼鏡，星史郎的弟弟。和哥哥一樣是異世界的獵人，不過找的不是吸血鬼而是各個世界貴重的東西。同樣在侑子手上得到穿越次元的能力，代價是將侑子委託的東西送過去，以分期付款的方式償還。

## 無限市
以黑手黨·畢強家族壟罩的文明國度。定期舉辦違法西洋棋競賽。
伊格魯
角色Crossover：『魔法騎士雷阿斯』伊格魯·畢強
藍帝斯
角色Crossover：『魔法騎士雷阿斯』藍帝斯
吉歐
角色Crossover：『魔法騎士雷阿斯』吉歐·梅德羅

## 其他
美幸
角色Crossover：『美幸夢遊仙境』美幸
出現在各個世界的少女。

## 動畫原創國度

### 史特魯國
- 動畫第16集

類似古羅馬風格的原始國度，出生於此國度的男性皆有手肘雷擊的超能力。

### 查拉史特拉國
- 動畫第26集、第二季第4集

草木不生的國家，只有少數農民居住。

### 波多利亞王國
- 動畫第二季第5集

海運發達的中古歐風國度，運貨業和貿易業相當發達。
湯巴魯（聲：大塚周夫　香港：譚炳文）
藤隆（聲：川島得愛　香港：曹啟謙）
角色Crossover：『庫洛魔法使』木之本藤隆

### 城塞都市
- 動畫第二季第6集

充滿魔法與藝技的文藝復興歐洲風格國度，當地一年一度由任一位公民喪失記憶擔任國王。
桃矢（聲：三木真一郎　香港：馮錦堂　台灣：孫誠）
角色Crossover：『庫洛魔法使』木之本桃矢
雪兔（聲：宮田幸季　香港：梁偉德　台灣：劉傑）
角色Crossover：『庫洛魔法使』月城雪兔
小唧（聲：名塚佳織　香港：梁少霞）
角色Crossover：『Chobits』小唧
李子（聲：清水愛　香港：曾佩儀　台灣：雷碧文）
角色Crossover：『Chobits』絲茉茉
琴子（聲：下屋則子、香港：陳凱婷 台灣：林美秀）
角色Crossover：『Chobits』琴子

### 鳥籠國
劇場版限定的國度，原本是以和鳥類維生的大鳥籠原始魔法國家。後來為了解除邪惡國王的野心，當地公主撤掉了大鳥籠。

### 大洛加公國
- 動畫第二季第12至13集

類似美國西部國家公園風格，城市密集，聚落之間充滿荒漠與公路，居民外出須以大型交通工具行動。
千歲（聲：本多知惠子　香港：雷碧娜 台灣：林美秀）
角色Crossover：『Chobits』日比谷千歲
護刃（聲：千葉千惠巳　香港：曾秀清 台灣：雷碧文）
角色Crossover：『X』貓依護刃
老人（聲：八奈見乘兒　香港：黃子敬）
淺黃笙悟（聲：檜山修之　香港：蘇強文　台灣：劉傑）
角色Crossover：『X』淺黃笙悟
普莉梅拉（臺灣官方譯為普莉美拉，聲：望月久代　香港：郑丽丽   台灣：雷碧文）
角色Crossover：『魔法騎士雷阿斯』普莉梅拉

### 可魯貝國
- 動畫第二季第18集

住著神秘守護神可魯貝洛斯。

### 萊吉塔美
- 動畫第二季第21集

長年下雪的工業國度。

### 塔歐之國
- 動畫第二季第22至26集

被仙力所圍繞，其力量会附在这个国家任何人身上。但不同人的力量强度有差别，分为神僊、靈僊、天僊、地僊四種级别。文明的中華風城都。
卡歐斯（羽王混沌，聲：小野賢章　香港：馮錦堂）
住在昆仑城，统治这个国家的羽王。唯一的一位神仙级人物。
实际上原形是大量小樱的羽毛。